# 婦人
婦人（ふじん）は、成人女性を指す。敬称はご婦人（ごふじん）であり、英語圏ではMs.に相当する。一般的には成人女性全般または大人の女性への敬称である。上流階級の女性には貴婦人があてがわれる。
類似する意味には成人女性全般を意味する婦女（ふじょ）は汎用性の高い女性と同義である。

## 概説
大正デモクラシーの時期、婦人という語は、普通選挙権要求運動とも連動し、斬新な響きを持った。「婦人公論」に代表されるように、「意識の高い成人女性」との響きさえあった。社会主義国家群でも、「婦人解放の日」を制定した。
婦人という語感が、「年輩女性」との意味合いも持つようになり、次第に使われなくなった。男権優位的な言葉である夫人（これは既婚女性を指す）の代替語として使われたこともあった。三井マリ子議員は、「婦」の字は「女」に「帚」であり、女性差別的な表現であるために使わない方がよいと指摘した。なお学術的には、「婦」という文字に含まれる「帚」は単なる形声文字の音符であるため、「ほうき」という意味とは関係がない。
現代の日本語においてより一般化した呼称が「女性」であり、丁寧な呼称が「ご婦人」「レディ」「淑女」である。上流階級の女性に対しては「貴婦人」という呼称となる。